# 4512 Sinuhe
4512 Sinuhe è un asteroide della fascia principale. Scoperto nel 1939, presenta un'orbita caratterizzata da un semiasse maggiore pari a 2,7655142 UA e da un'eccentricità di 0,2079781, inclinata di 10,31927° rispetto all'eclittica.